# Ключ 22
Ключ 22 (иер. 匚) со значением «открытая справа коробка» — двадцать второй из 214 традиционного списка иероглифических ключей, используемых при написании иероглифов.
В словаре Канси содержится 64 символов (из 49 030), где можно найти этот ключ.

## История
Древняя идеограмма изображал некую коробку для вещей.
В современном языке иероглиф употребляется в значениях: «коробка, футляр, ящик».
В качестве ключевого знака иероглиф употребляется сравнительно редко.
В словарях находится под номером 22.

## Примеры иероглифов
| Доп. черты | Примеры     |
| ---------- | ----------- |
| 0          | 匚 匚       |
| 3          | 匛 匜 匝 匞 |
| 4          | 匟 匠 匡 匢 |
| 5          | 匣 匤 匥 医 |
| 7          | 匦 匧       |
| 8          | 匨 匩 匪 匫 |
| 9          | 匬 匭 匮    |
| 11         | 匯 匰       |
| 12         | 匱 匲       |
| 13         | 匳          |
| 14         | 匴          |
| 15         | 匵          |
| 17         | 匶          |
| 18         | 匷          |

## Варианты отображения ключа 22

Вид ключа в Цзягувэнь
Вид ключа в Цзиньвэнь
Вид ключа в большой печати Чжуаньшу
Вид ключа в малой печати Чжуаньшу